# Sichon
Le Sichon est un cours d’eau du centre de la France qui coule dans le département de l'Allier, en ancienne région Auvergne, donc en nouvelle région Auvergne-Rhône-Alpes. C’est un affluent de l’Allier en rive droite, donc un sous-affluent de la Loire.

## Géographie
De 41,1 km de longueur, le Sichon prend sa source à Lavoine, sur les pentes du puy de Montoncel dans les Bois Noirs, en Montagne bourbonnaise et se jette dans l'Allier à Vichy. 
Il coule le long de la RD 995 (ancienne route nationale 495 déclassée) sur une grande partie de son cours entre Lavoine et Cusset.
Il marque sur un peu moins de 2 km, la limite entre les départements de l'Allier (Ferrières-sur-Sichon en rive droite) et du Puy-de-Dôme (commune de Lachaux en rive gauche).

### Communes traversées ou bordées
La rivière traverse ou borde 10 communes dont une seule (Lachaux) dans le Puy-de-Dôme : Lavoine, Ferrières-sur-Sichon (seule commune qui reprend le nom de la rivière), Lachaux (dont il marque la limite nord-est), Arronnes, La Chapelle (marque sa limite sud-ouest), Molles (marque sa limite sud-ouest), Busset (marque sa limite nord-est), Le Vernet (marque sa limite nord-est), Cusset et Vichy (où son cours est canalisé). Il marque la limite entre ces deux dernières communes sur une centaine de mètres (entre les ponts franchis par le boulevard des Graves et l'avenue de la Liberté).

### Bassin versant
Le Sichon traverse six zones hydrographiques K304, K305, K306, K307, K308, K309 pour une superficie totale de 9 295 km2.

## Affluents
Cette rivière a trente-trois affluents référencés dont d'amont en aval :
- La Goutte Pouzerattes (rg[note 1]), 2 km
- Le Theux (rd), 7 km
- Le Terrasson (rd), 9 km
- Le Vareille (rd), 10 km
- le Jolan (rd), 26 km dont il reçoit les eaux à Cusset.
- un affluent souterrain à Vichy.

## Hydrologie

### le Sichon à Ferrières-sur-Sichon
Bassin versant de 27 km2
- Module ou débit moyen interannuel : 0,614 m3/s
- Débit de crue biennal : 4,80 m3/s
- Débit de crue quinquennal : 5,80 m3/s
- Débit de crue décennal : 6,50 m3/s

Le débit moyen journalier est généralement inférieur à 1 m3/s

### Le Sichon à Cusset
Le débit du Sichon a été observé durant 10 ans (entre 1997 et 2008), à Cusset, ville du département de l'Allier située à peu de distance de son confluent avec l'Allier. La surface ainsi étudiée est de 159 km2, soit la quasi-totalité du bassin versant du cours d'eau.
Le module de la rivière à Cusset est de 2,33 m3/s. 
Le Sichon est une rivière assez abondante, mais peu régulière. Elle présente des fluctuations saisonnières de débit bien marquées. Les hautes eaux se déroulent en hiver et au début du printemps, et se caractérisent par des débits mensuels moyens allant de 2,95 à 3,63 m3/s, de décembre à avril inclus (avec un premier maximum en janvier-février, puis un second en avril). À partir du mois de mai, le débit diminue rapidement jusqu'aux basses eaux qui ont lieu de juillet à octobre inclus, entraînant une baisse du débit mensuel moyen avec un plancher de 0,79 m3/s au mois d'août, ce qui reste assez consistant.

### Crues
Les crues peuvent être assez importantes. La série des QIX n'a jamais été calculée étant donné la trop faible durée d'observation des débits de la rivière.
Le débit instantané maximal enregistré à Cusset a été de 48 m3/s le 10 juin 2007, tandis que le débit journalier maximal était de 36,7 m3/s le 17 avril 2005.
Les dernières crues du Sichon ont eu lieu :
- entre le 19 et le 22 mai 2012 : crue cinquantennale[5] ayant inondé une partie de la zone du Chambon (82,9 m3/s à Moulin-Vidot)[6] ;
- le 8 août 2013 : crue centennale[5] (47,6 m3/s à Moulin-Vidot) ayant plus touché son affluent, le Jolan[6] ;
- les 28 et 29 mai 2016 : 39,1 m3/s relevés à Moulin-Vidot[6].

### Lame d'eau et débit spécifique
Le Sichon est une rivière abondante. La lame d'eau écoulée dans son bassin versant est de 462 millimètres annuellement, ce qui est nettement supérieur à la moyenne d'ensemble de la France tous bassins confondus (320 millimètres/an). C'est aussi largement supérieur à la moyenne des bassins de la Loire (plus ou moins 245 millimètres/an) et de l'Allier (326 millimètres/an). Le débit spécifique (ou Qsp) atteint de ce fait le chiffre robuste de 14,65 litres par seconde et par kilomètre carré de bassin.

## Histoire
La rivière servait à faire tourner près de 80 moulins à eaudont plusieurs lieux-dits près de son cours ont conservé les noms, avec, d'amont en aval : Le Moulin-Greffier, Le Moulin-Pommerie Le Moulin-Neuf, Le Moulin-Ferrier, Moulin-Chavan, Moulin-de-Capitan, Moulin-Vidot. Le dernier moulin a cessé de fonctionner dans les années 1980.

## Aménagement et écologie

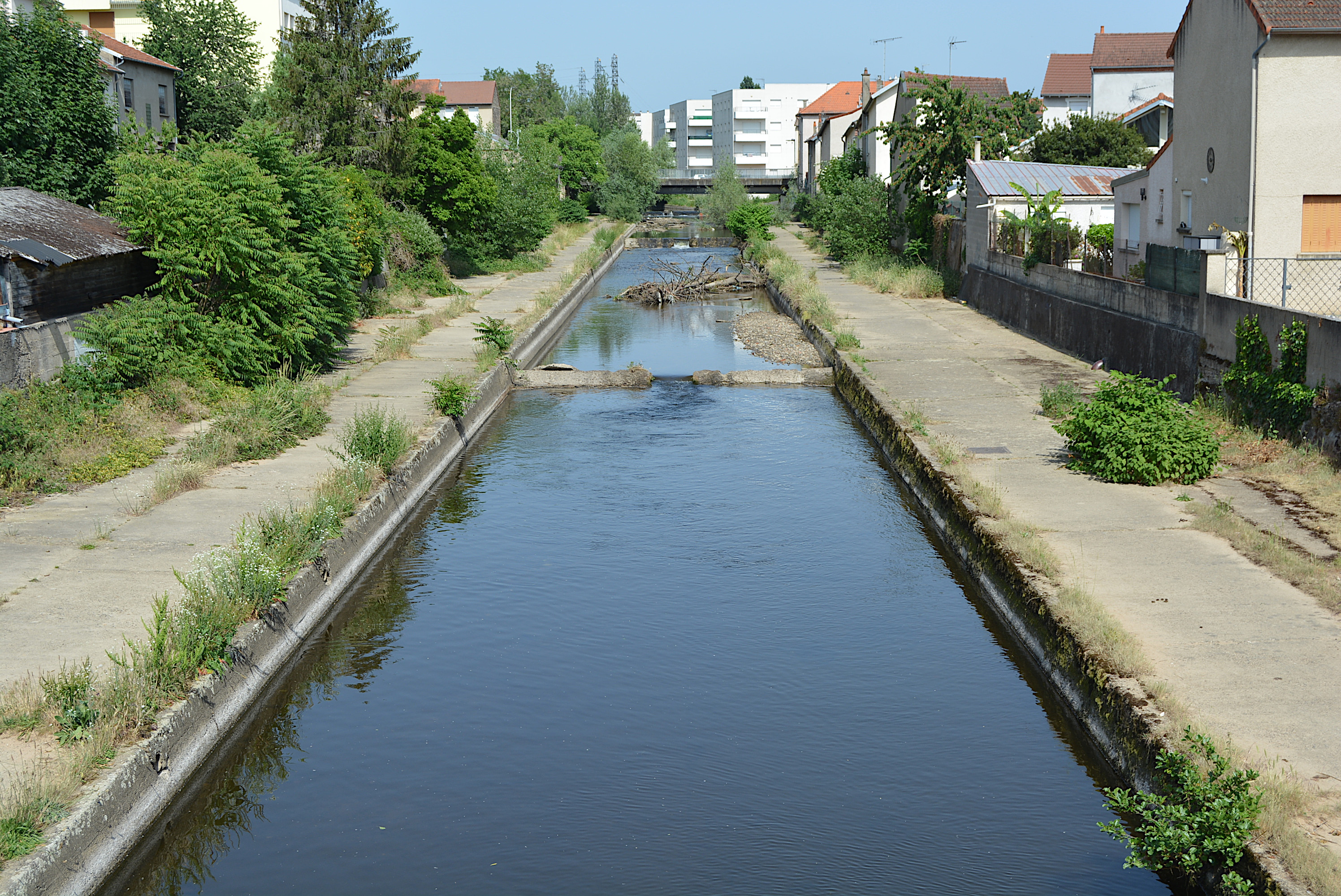
Rivière Sichon canalisée à Vichy (vue depuis le pont Saint-Jean-Baptiste), vers l'amont, en mai 2022.

En 2018, la communauté d'agglomération Vichy Communauté a lancé un projet d'aménagement des berges du Sichon. Sa traversée à Vichy a été canalisée dans les années 1960 afin de « lutter contre les crues importantes » ; le projet prévoit de supprimer les berges bétonnées.
La première phase de réaménagement des berges du Sichon entre dans le cadre du programme régional de renouvellement urbain du quartier de Presles, à Cusset, avec la création d'un pont et d'une passerelle (ouverts en 2019) dans le cadre du désenclavement du quartier. La phase 1 des travaux, inaugurée le 22 avril 2022, comprend une promenade aménagée avec un nouveau chemin partagé.
À Vichy, le réaménagement nécessite l'acquisition de terrains appartenant aux riverains. Huit kilomètres de berges, abandonnées par les propriétaires des maisons riveraines (elles constituent des extensions de terrains) et dans un état de dégradation avancé (les berges risquent de se fragiliser en cas de crue), doivent être transformées. La rive droite, côté quartier Jeanne-d'Arc (au nord de la rivière), va disparaître, tandis que la rive gauche (côté stade équestre, au sud), sera réaménagée avec un cheminement piétons et cyclistes. Les travaux devraient démarrer en 2026.